# Tailevu North F.C.
Tailevu North F.C. là một câu lạc bộ bóng đá Fiji thi đấu ở giải hạng nhì của Hiệp hội bóng đá Fiji. Đội bóng đến từ Korovou, nằm ở phía Bắc của đảo Viti Levu, khoảng 35 km từ Suva.
Trang phục của đội bóng có màu xanh và trắng.

## Lịch sử
Hiệp hội bóng đá Tailevu North được thành lập năm 1957, dưới sự điều hành của Chủ tịch Kunji Raman.

## Tiểu sử
- M. Prasad, Sixty Years of Soccer in Fiji 1938–1998: The Official History of the Fiji Football Association, Fiji Football Association, Suva, 1998.